# Luján
Luján je město v Argentině. Je sídlem okresu Partido de Luján v provincii Buenos Aires. Nachází se na západním okraji metropolitní oblasti a aglomerace Gran Buenos Aires, západně od vlastního Buenos Aires. V roce 2001 zde žilo 67 266 obyvatel. Luján je jedním z nejvýznamnějších argentinských římskokatolických poutních míst, v místní bazilice je uchovávána soška Panny Marie Lujánské, patronky Argentiny.
V oblasti, kde stojí dnešní město, se první osídlení objevilo již začátkem 17. století. V roce 1671 zakoupila místní statkářka Ana de Matos sošku Panny Marie, která byla ústředním prvkem údajného zázraku, který se stal roku 1630 v nedaleké Ville Rose (většinou se chybně uvádí Zelaya), a přenesla ji na svůj ranč. Zanedlouho zde vyrostl první kostel a místo se stalo velmi známým. V 18. století zde začala růst osada, která své jméno získala podle řeky Luján, jež tudy protéká, a roku 1755 došlo k oficiálnímu založení města. Současná novogotická bazilika Panny Marie Lujánské byla stavěna v letech 1890–1935, titul basilica minor získala roku 1930.

## Galerie

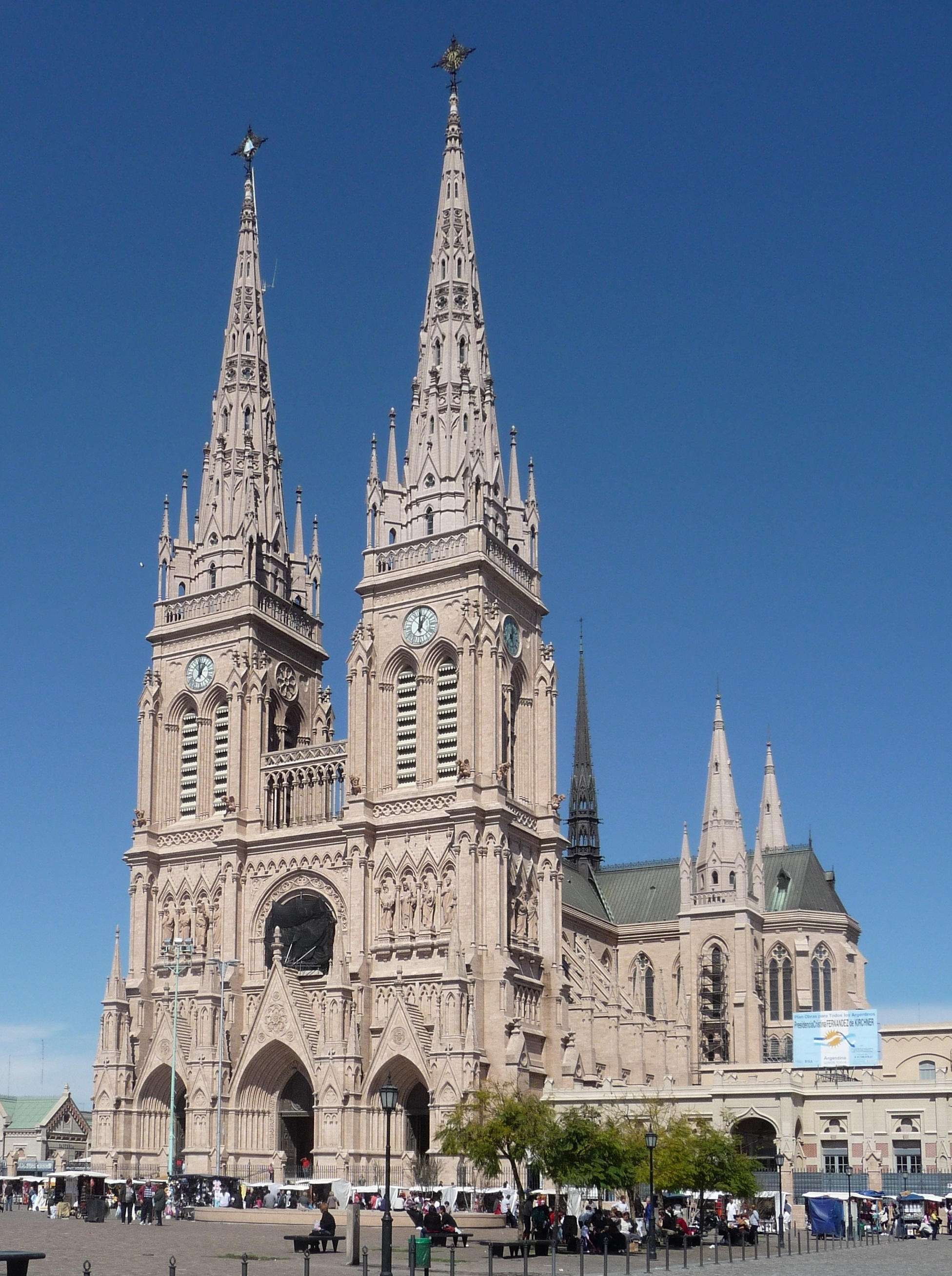
Novogotická bazilika Panny Marie Lujánské
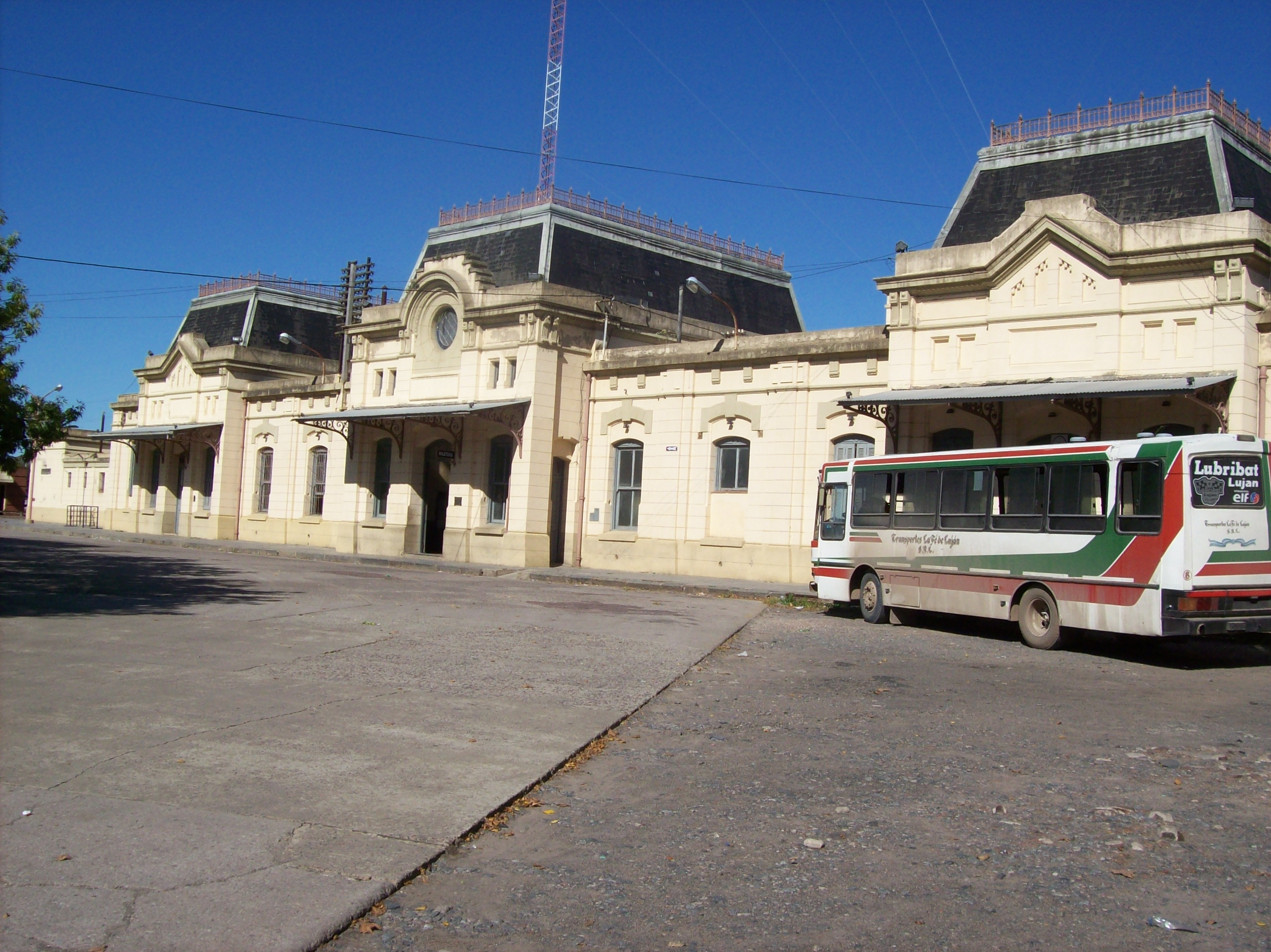
Železniční stanice Luján
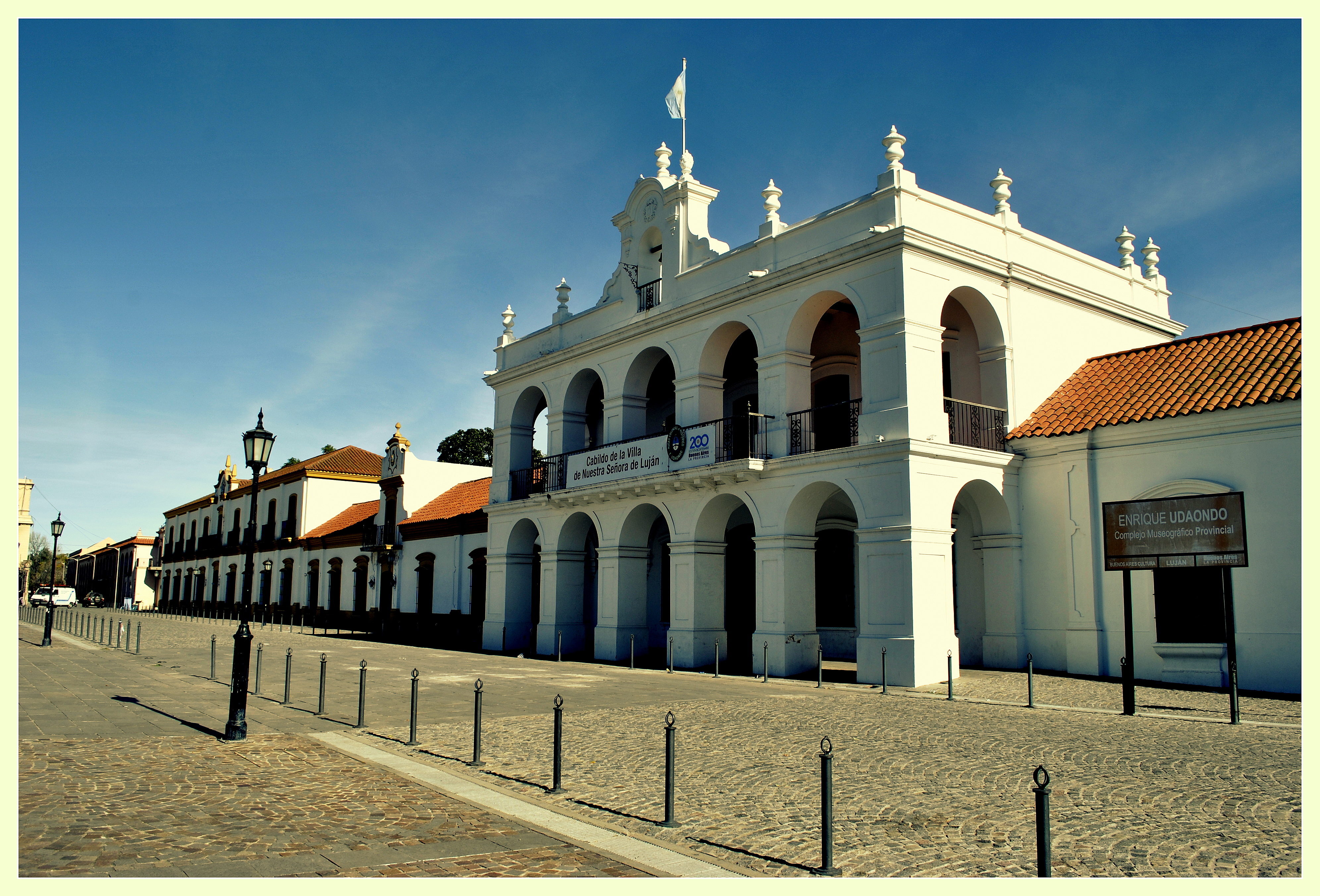
Muzeum historika Enriquea Udaonda
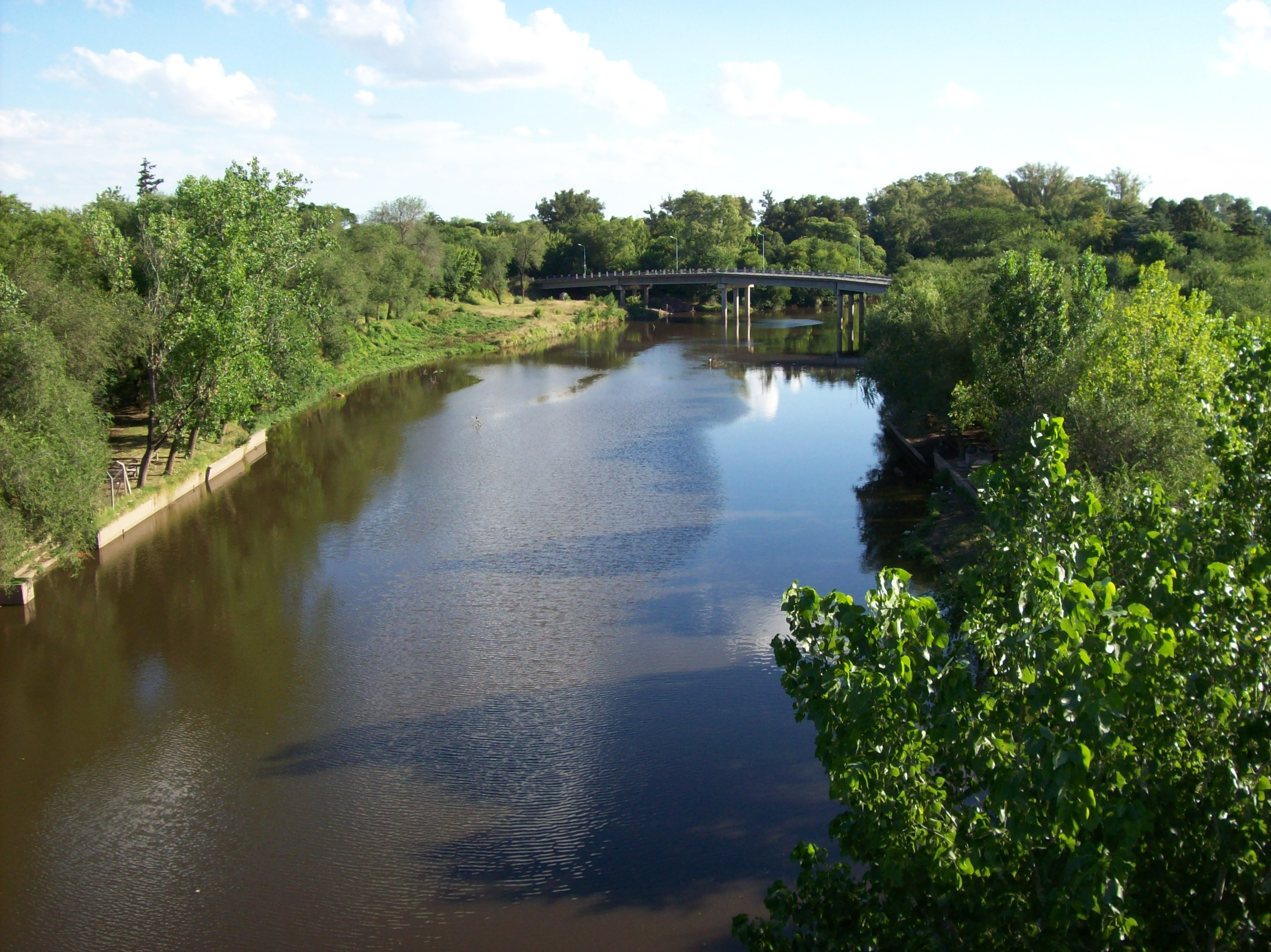
Řeka Luján